# Bataille de Paardeberg
Seconde guerre des Boers
Batailles
Raid Jameson (décembre 1895 - janvier 1896)
- Doornkop

Front ouest (octobre 1899 - juin 1900)
- Kraaipan
- Belmont
- Graspan
- Modder River
- Stormberg
- Magersfontein
- Kimberley
- Paardeberg
- Poplar Grove
- Driefontein
- Sand River
- Mafeking
- Doornkop
- Biddulphsberg
- Lindley
- Diamond Hill

Front est (octobre 1899 - août 1900)
- Talana Hill
- Elandslaagte
- Rietfontein
- Bataille de Ladysmith
- Colenso
- Spion Kop
- Vaal Krantz
- Siège de Ladysmith
- Libération de Ladysmith
- Bergendal

Raids et guérillas (mars 1900 - mai 1902)
- Sanna's Post
- Mostertshoek
- Jammerbergdrift
- Roodewal
- Bothaville
- Leliefontein
- Nooitgedacht
- Vlakfontein
- Groenkloof
- Elands River
- Bloedrivier Poort
- Bakenlaagte
- Groenkop
- Tweebosch
- Rooiwal

La bataille de Paardeberg (« Montagne aux chevaux »), plus rarement bataille de Stinkfontein, fut une bataille majeure de la seconde guerre des Boers. Le combat eut lieu près de Paardeberg sur les rives de la rivière Modder dans l'État libre d'Orange.
Cet affrontement fut le point culminant d'une campagne menée par les forces britanniques afin de délivrer la ville assiégée de Kimberley. L'armée Boer sous les ordres de Piet Cronje fut interceptée à Paardeberg au cours de sa retraite, repoussa une attaque du général Kitchener mais se rendit après avoir subi un siège de plusieurs jours.

## Situation en février
Le maréchal Roberts fut mis à la tête des forces britanniques présentes en Afrique du Sud en décembre 1899, succédant au général Buller, peu de temps après avoir appris le décès de son fils Freddy lors de la bataille de Colenso.
Comme Buller, il tenta d'abord de mener une attaque directe sur les capitales Boers Bloemfontein et Pretoria, utilisant la voie de chemin de fer allant du Cap vers ces deux villes comme voie de communication. Toujours comme Buller, il constata à son arrivée dans le pays que l'opinion publique autant en Grande-Bretagne qu'en Afrique du Sud exhortait pour qu'une aide soit apportée aux forces britanniques assiégées à Ladysmith, Kimberley et Mafeking et il dut par conséquent changer ses plans.
Une précédente tentative britannique pour délivrer la ville de Kimberley, commandée par Paul Methuen, avait été contrée par les forces de Piet Cronje. Bien que ce dernier ne parvint pas à empêcher les Britanniques de traverser la rivière Modder le 28 novembre, il réussit à les stopper lors de la bataille de Magersfontein dix jours plus tard, leur infligeant de lourdes pertes.
Le front se stabilisa au sud de Kimberley dans le mois qui suivit. Les forces de Cronje furent affaiblies par le manque de fourrage pour leurs chevaux. De plus, de nombreuses familles de combattants rejoignirent son campement à Jacobsdal (en), ralentissant la vitesse de déplacement de Cronje à cause des chariots, ce qui lui fut fatal.

## Plans britanniques
Roberts réunit de nombreux renforts le long de la ligne de chemin de fer entre le fleuve Orange et la rivière Modder. Il tenta de déborder les Boers par la gauche en envoyant sa cavalerie vers Kimberley afin de délivrer la ville, pendant que l'infanterie sécurisait les gués derrière elle. Les effectifs de Roberts étaient composés des 6e et 7e divisions d'infanterie, chacune composée de deux brigades, et d'une division de cavalerie composée de trois brigades sous les ordres de John French. Une autre division d'infanterie fut formée durant la campagne.

## Sauvetage de Kimberley
Alors que la Highland Brigade, sous les ordres du major-général Hector MacDonald (en), affrontait les Boers à Magersfontein et fixait l'attention de ces derniers sur leur flanc droit, les forces de Roberts commencèrent à marcher secrètement vers l'est le 11 février. Au soir du 12 février, les cavaliers de tête avaient sécurisé les gués se situant sur le premier obstacle, la rivière Riet. Le jour suivant, la cavalerie britannique fit une marche forcée de 50 kilomètres sous un soleil écrasant afin de prendre possession des gués sur la rivière Modder. L'effet de la chaleur empira lorsque l'herbe sèche du veld prit feu, en raison d'une allumette maladroitement jetée. La division de French dut attendre aux gués le jour suivant afin que l'infanterie la rejoigne, elle-même sous marche forcée. Par chance, la manœuvre avait pris les Boers par surprise et ces derniers ne purent se déplacer en force afin de défendre les points de franchissement sur les cours d'eau.
Au matin du 15 février, la division de French commença sa marche finale vers Kimberley. Elle n'eut pour opposition que quelques Boers isolés et désorganisés, brisant leur ligne ténue et profitant du nuage de poussière qu'elle créait sur son passage. Elle atteignit Kimberley dans la soirée, où elle fut accueillie par les acclamations de la foule.
La marche du dernier jour eut raison de la majorité des forces de French. La plupart des cavaliers britanniques transportaient trop d'équipements en plus de leurs armes et leurs chevaux (ainsi que ceux de l'artillerie) en furent exténués, n'étant de plus pas acclimatés. Les effectifs valides se réduisirent alors à deux régiments de cavalerie légère et deux brigades de cavalerie lourde. Ceci n'empêcha pas French d'utiliser ses forces le 16 février dans des tentatives futiles de prise de l'un des canons Boers de 40 livres qui s'était replié au nord.

## Repli de Cronje sur Paardeberg
Le 15 février, les cinq mille hommes de Cronje évacuèrent leur position de Jacobsdal, craignant de se retrouver encerclés. Dans la nuit, le large convoi qu'ils formaient passa près de l'arrière-garde de French et des avant-postes du lieutenant-général Kelly-Kenny sur la rivière Modder. Au cours du jour suivant, l'arrière-garde de cavalerie Boer, constituée d'une seule petite unité, empêcha les britanniques de les encercler. Le 17 février, le large convoi de chariots Boer atteignit la rivière Modder à Paardeberg. Alors qu'ils commençaient à traverser, une troupe de cavalerie britannique, constituée de tous les hommes de French encore valides (qui avaient couvert une distance de 65 kilomètres depuis Kimberley au cours d'une autre marche forcée), ouvrit le feu sur eux depuis le nord, créant la confusion.
Cronje décida alors de se fixer sur les rives et renforça sa position. La raison qui le poussa à agir de la sorte reste incertaine. Les Britanniques avaient maintenant un fort avantage numérique ainsi qu'une artillerie largement supérieure. Ces derniers n'avaient plus qu'à faire le siège des Boers et à les bombarder sans relâche. Pourtant, les Britanniques avaient un déficit de cavalerie et il eut été facile pour Cronje de les balayer afin de rejoindre les autres forces Boers (Christiaan de Wet se trouvait alors à 50 kilomètres au sud-est et d'autres forces sous le commandement de J.C. Ferreira se situaient à une distance équivalente au nord).

## Dimanche sanglant

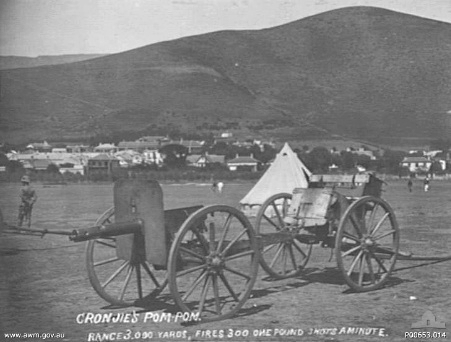
Un canon pom-pom capturé

Le lieutenant-général Thomas Kelly-Kenny de la 6e division britannique avait pour plan de faire le siège de la position de Cronje et de le bombarder jusqu'à sa reddition. Cette tactique aurait certainement été couronnée de succès et n'aurait causé que peu de pertes aux forces britanniques. Cependant, Roberts était malade et, son chef d'état major, le lieutenant-général Herbert Kitchener, était maintenant aux commandes. Kitchener avait une autre stratégie en tête et donc rejeta le plan de Kelly-Kenny.
Il est probable que Kitchener fut alarmé par la nouvelle que des forces Boers sous le commandement de De Wet étaient en marche vers Paardeberg pour porter secours à Cronje. Consécutivement, il décida que la position de Cronje devait être conquise immédiatement, et ce avant que De Wet ne puisse intervenir. Kitchener lança alors son infanterie ainsi que sa cavalerie dans une série d'attaques frontales désordonnées contre les positions Boers.
Kitchener agit de la sorte, et ce malgré le fait que dans les mois précédents il avait déjà été démontré que ce type d'attaque ne put se faire qu'au prix de lourdes pertes (et notamment sur le même front à Modder River et Magersfontein). Ce ne fut malheureusement pas différent cette fois-ci. Les soldats britanniques furent abattus en masse. Il est dit qu'aucun soldat ne put s'avancer à moins de 180 mètres des positions Boers. À la tombée de la nuit, 24 officiers et 279 hommes étaient morts alors que 59 officiers et 847 hommes étaient blessés. À la mesure des pertes, il s'agissait du revers britannique le plus sanglant de toute la guerre et il fut connu par la suite sous le nom de « dimanche sanglant ».
Kitchener n'a pas seulement gâché la vie de ces hommes, mais il a également mis à mal l'avantage de sa position stratégique. Kelly-Kenny l'avait alerté de ne pas partir de sa position sans y laisser une défense adéquate. En effet, cette position était essentielle dans la défense du flanc sud-est des britanniques et également dans la prévention de toute tentative de retraite de Cronje. Mais Kitchener, dans son zèle d'une attaque totale, n'y laissa qu'une poignée de cavaliers des « Kitchener's Horse » (volontaires britanniques coloniaux). De Wet était alors capable de conquérir cette position qui ne possédait plus qu'une défense minime.
En conséquence, l'avantage stratégique changea radicalement. De Wet pouvait rendre la position britannique sur le flanc sud-est intenable et le front Boer s'étendait maintenant du nord-est au sud-est. Alors que la nuit tombait, Kitchener ordonna à ses troupes de fortifier la position où elles se trouvaient et d'y rester. Peu reçurent cet ordre et encore moins le suivirent. Transis de soif et épuisés, les survivants se replièrent vers le camp. Il apparaissait alors logique que Cronje reçoive les renforts tant espérés.
Mais la situation des Boers n'était pas non plus très brillante. Cronje et ses hommes venaient d'effectuer une retraite de plusieurs jours avec les britanniques à leurs trousses. Alors que les pertes à la suite du bombardement furent réduites à 100 morts et 250 blessés, les chevaux et chariots ne bénéficiaient d'aucun abri pendant le harcèlement des canons britanniques. Beaucoup de chariots furent d'ailleurs détruits, les munitions explosèrent et les stocks réduits à néant. Beaucoup virent la totalité de leurs biens disparaître, ainsi que leurs chevaux, cette dernière perte étant la plus critique sachant que l'effort de guerre Boer reposait essentiellement sur la cavalerie. Le moral des forces de Cronje en fut affecté de manière dramatique.

## Le siège
Le général Roberts arriva sur le théâtre des opérations à l'aube. Il ordonna alors une reprise immédiate des assauts mais, au même moment, Cronje demanda un cessez-le-feu afin de pouvoir enterrer ses morts. Les britanniques refusèrent, ce qui amena la réponse suivante de Cronje « Si vous faites preuve d'aussi peu de charité pour me refuser une trêve, alors faites comme vous voulez mais je ne me rendrai pas vivant. Bombardez quand vous voudrez ». Les négociations pour cette trêve avaient cependant pris une grande partie de la journée et par conséquent il n'y eut plus le temps nécessaire pour un assaut supplémentaire.
Le jour suivant, Roberts et Kitchener planifièrent de nouveau de lancer plusieurs assauts mais ils reçurent une opposition ferme des autres officiers supérieurs. Le mercredi, Roberts perdit son sang-froid et envisagea de se retirer. S'il l'avait fait, cela aurait permis à Cronje de fuir et aurait donc été l'une des plus grosses erreurs dans une guerre qui en comptait déjà beaucoup. Heureusement pour Roberts, ce fut De Wet qui perdit ses nerfs le premier. Confronté à une division britannique entière, qui pouvait à tout moment recevoir des renforts, et inquiet à propos de la sécurité de ses hommes, il retira son commando du sud-est. Les forces de Ferreira, qui auraient éventuellement pu soutenir De Wet, furent désorganisées à la suite de la mort de leur commandant, tué accidentellement par l'un de ses propres hommes. De manière inexplicable, Cronje refusa de quitter sa position.

## La reddition des Boers
La position de Cronje était maintenant sujette à un bombardement encore plus intensif, les Britanniques ayant reçu des renforts d'artillerie. Presque tous les chevaux et toutes les mules avaient été tués, l'odeur et la pestilence se dégageant des carcasses frisant l'insoutenable. Le jour final de la bataille, le Royal Canadian Regiment, qui avait perdu 70 hommes dans une charge précédente, fut de nouveau appelé à prendre la tête au titre de la rotation entre les différentes unités. Au lieu de mener une charge le matin suivant comme cela s'était déjà produit, les Canadiens, avec l'aide des Royal Engineers, avancèrent au cours de la nuit en direction du camp Boer et creusèrent des tranchées à environ 60 mètres des positions Boers. Le 27 février 1900, les Boers s'éveillèrent surpris par le feu des fusils canadiens et se rendirent, libérant la voie vers la première capitale Boer, Bloemfontein. Cronje se rendit avec 4 019 hommes et 50 femmes. C'était la première (et selon certains la seule) grande victoire de la guerre, 10 % des effectifs totaux de l'armée Boer étant maintenant prisonniers.
C'était le jour du 19e anniversaire de la bataille de Majuba Hill, qui fut fatale aux Britanniques pour l'issue de la première guerre des Boers.
Même si les Britanniques purent reprendre leur marche en avant après la bataille, leur fatigue et le manque de vivres (aggravé par la capture d'un convoi par De Wet) allaient causer de lourdes pertes au sein de leurs troupes, en particulier due à la fièvre entérique.
Ce conflit fut le témoin du premier déploiement outre-mer de l'armée canadienne.

## Sources
- (en) D. L. Bomgardner, The story of the Roman amphitheatre, London New York, Routledge, 2000, 276 p. (ISBN 978-0-415-30185-5, 978-0-415-16593-8 et 978-0-203-18798-2, lire en ligne)
- (en) Thomas Pakenham, The Boer War, Londres, Cardinal, coll. « Cardinal book », 1991, 659 p. (ISBN 978-0-7474-0976-2)